# 15 mars en sport
15 février 15 avril
Chronologies thématiques
- Croisades
- Ferroviaires
- Disney

Le 15 mars (74e jour de l'année ou 75e en cas d'année bissextile) en sport.

## Événements

### XIXesiècle
- 1850 :
  - (Sport scolaire) : la Loi Falloux concernant l’éducation physique devient facultative en milieu scolaire en France[1].
- 1856 :
  - (Aviron) : The Boat Race entre les équipes universitaires d'Oxford et de Cambridge. Cambridge s'impose[2].
- 1869 :
  - (Baseball) : premier match de baseball aux États-Unis impliquant un club professionnel : Cincinnati Red Stockings.
- 1877 :
  - (Cricket) : premier test-match de cricket entre l'Angleterre et l'Australie. La partie se tient sur quatre jours au Melbourne Cricket Ground.
- 1880 :
  - (Football) : à Wrexham (Racecourse Ground), l'Angleterre s'impose 2-3 face au Pays de Galles devant 3000 spectateurs.
- 1883 :
  - (Aviron) : The Boat Race entre les équipes universitaires d'Oxford et de Cambridge. Oxford s'impose[3].
- 1884 :
  - (Football /British Home Championship) : dans le British Home Championship, à Glasgow (Cathkin Park), l'Écosse bat l'Angleterre 1-0 devant 10 000 spectateurs.
- 1888 :
  - (Hockey sur glace /AHAC) : le Montreal Hockey Club bat les Victorias de Montréal 2-1 lors des éliminatoires de la saison 1888 de l’AHAC.
- 1892 :
  - (Football) : fondation du club anglais de football du Liverpool Football Club
- 1896 :
  - (Hurling) : finale du 8e championnat d’Irlande (île) de Hurling : Tipperary bat Kilkenny.

### XXesièclede1901à1950
- 1920 :
  - (Football) : à Londres (Highbury), l'équipe du pays de Galles s'impose 2-1 face à l'équipe d'Angleterre.

### XXesièclede1951à2000
- 1974 :
  - (Rallye automobile) : arrivée du Rallye Safari.
- 1981 :
  - (Formule 1) : Grand Prix automobile de la côte Ouest des États-Unis.
- 1995 :
  - (Basket-ball) : le CJM Bourges remporte la Coupe Ronchetti face aux italiennes de Parme.
- 1997 :
  - (Rugby à XV) : le XV de France remporte le Tournoi des Cinq Nations en signant un Grand Chelem.

### XXIesiècle
- 2008
  - (Rugby à XV) : À Cardiff, grâce à leur large victoire (29-12) sur l'équipe de France, les Gallois remportent, trois ans après leur sacre de 2005, le Tournoi des Six Nations 2008, réalisant leur dixième Grand Chelem à l'issue d'une rencontre intense.
- 2014 :
  - (Jeux paralympiques) : à Sotchi, 8e jour de compétition. Voir - 15 mars aux Jeux paralympiques d'hiver de 2014
  - (Rugby à XV) : Avec sa victoire (20-22) sur le XV de France au stade de France, le XV d'Irlande remporte le Tournoi des Six Nations 2014.
- 2025 :
  - (Rugby à XV /Tournoi masculin) : le XV de France, après le succès contre le XV du Chardon, 35-16 remporte sa 27e victoire dans le Tournoi des six nations. Thomas Ramos et Louis Bielle-Biarrey battent les records qui leur tendaient les bras. Le premier passe une nouvelle pénalité pour devenir le recordman des points inscrits sous le maillot bleu (437 à cet instant, contre 436 pour Frédéric Michalak) et le second inscrit son 8e essai de cette édition, égalant un record vieux d’un siècle[4].

## Naissances

### XIXesiècle
- 1854 :
  - Hugh Rowley, joueur de rugby à XV anglais. (9 sélections en équipe nationale). († ?).
- 1874 :
  - Benjamin Jamieson, joueur de crosse canadien. Champion olympique aux Jeux de Saint-Louis 1904. († 3 décembre 1915).
- 1877 :
  - Malcolm Whitman, joueur de tennis américain. Vainqueur des US Open 1898, 1999 et 1900 puis des Coupe Davis 1900 et 1902. († 28 décembre 1932).
- 1878 :
  - Sammy Carter, joueur de cricket australien. (28 sélections en test cricket). († 8 juin 1948).
  - Lionel Martin, pilote de course automobile et homme d'affaires britannique. († 14 octobre 1945).
- 1882 :
  - Jim Lightbody, athlète de demi-fond et de steeple américain. Champion olympique du 800 m, du 1 500 m et du 2 590 m steeple puis médaillé d'argent du cross par équipe aux Jeux de Saint-Louis 1904. († 2 mars 1953).
- 1887 :
  - Leslie Knighton, entraîneur de football anglais. († 10 mai 1959).
- 1888 :
  - Sophus Nielsen, footballeur danois. Médaillé d'argent aux Jeux de Londres 1908 et aux Jeux de Stockholm. (20 sélections en équipe nationale). († 6 août 1963).
- 1892 :
  - André Caby, nageur français. († 15 février 1915).
- 1897 :
  - Gérard Isbecque, footballeur français. (4 sélections en équipe de France). († 3 août 1970).

### XXesièclede1901à1950
- 1902 :
  - Henri Saint Cyr, cavalier de dressage et de concours complet suédois. Champion olympique du dressage individuel et par équipes aux Jeux d'Helsinki 1952 puis aux Jeux décalés de Stockholm 1956. († 27 juillet 1979).
- 1912 :
  - Lauro Amadò, footballeur suisse. (54 sélections en équipe nationale). († 6 juin 1971).
- 1913 :
  - Jack Fairman, pilote de F1 et de course automobile d'endurance britannique. († 7 février 2002).
- 1918 :
  - Jean Achard, pilote de courses automobile, résistant et journaliste français. († 14 juillet 1951).
  - Punch Imlach, hockeyeur sur glace puis entraîneur et dirigeant sportif canadien. († 1er décembre 1987).
- 1921 :
  - Stafford Smythe, dirigeant sportif de hockey sur glace canadien. († 13 octobre 1971).
- 1923 :
  - Évelyne Pinard, athlète de lancers de javelot française. († 4 septembre 2014).
- 1925 :
  - Jean Hébert, pilote et copilote de rallye français. († 16 mai 2010).
- 1930 :
  - Yves Delacour, rameur français. Médaillé de bronze du quatre sans barreur aux Jeux de Melbourne 1956. († 14 mars 2014).
- 1940 :
  - Vladas Česiūnas, céiste soviétique. Champion olympique en C2 sur 1 000 mètres lors des Jeux d'été de 1972. Champion du monde de C2 sur 1 000 mètres en 1974 et de C2 sur 10 000 mètres la même année et en 1973 et en 1975. († 16 janvier 2023).
- 1941 :
  - Jean-Louis Lafosse, pilote de course automobile d'endurance français. († 13 juin 1981).
- 1944 :
  - Chi Cheng, athlète de haies taïwanaise. Médaillée de bronze du 80 m haies aux Jeux de Mexico 1968.
  - Ivan Ćurković, footballeur yougoslave puis serbe. (19 sélections en Équipe de Yougoslavie de football).
  - Gérard Farison, footballeur français. (1 sélection en équipe de France). († 8 septembre 2021).
- 1946 :
  - Bobby Bonds, joueur de baseball américain. († 23 août 2003).
- 1947 :
  - Jean-Claude Nallet, athlète de sprint et de haies français. Médaillé de bronze du 200 m aux Championnats d'Europe d'athlétisme 1966, champion d'Europe d'athlétisme du relais 4 × 400 m et médaillé d'argent du 400 m 1969 puis champion d'Europe d'athlétisme du 400 m haies 1971 et médaillé d'argent du 400 m haies aux Championnats d'Europe d'athlétisme 1974. († 19 août 2023).
- 1948 :
  - Serge Mesonès, footballeur puis entraîneur français. († 1er novembre 2001).

### XXesièclede1951à2000
- 1951 :
  - Arturo Bergamasco, joueur de rugby à XV italien. (4 sélections en équipe nationale).
- 1953 :
  - Christian Lopez, footballeur puis consultant TV français. (39 sélections en équipe de France).
- 1955 :
  - Charlie Capelle, navigateur français.
  - Mickey Hatcher, joueur de baseball américain.
- 1958 :
  - Giuseppe di Capua, rameur italien. Champion olympique en deux barré aux Jeux de Los Angeles 1984, et aux Jeux de Séoul 1988 puis médaillé d'argent en deux barré aux Jeux de Barcelone 1992. Champion du monde d'aviron de deux barré 1981, 1982, 1985, 1987, 1989, 1990 et 1991.
- 1959 :
  - Harold Baines, joueur de baseball américain.
- 1961 :
  - Terry Cummings, basketteur américain.
  - Craig Ludwig, hockeyeur sur glace américain.
- 1965 :
  - Pascal Tayot, judoka français. Médaillé d'argent des - 86 kg aux Jeux de Barcelone 1992. Champion d'Europe de judo des -86 kg 1992 et 1993.
- 1969 :
  - Sylvain Curinier, kayakiste français. Médaillé d'argent du K1 aux Jeux de Barcelone 1992. Médaillé d'argent du K1 par équipes aux Mondiaux de canoë-kayak 1993.
  - Peter White, hockeyeur sur glace canadien.
- 1970 :
  - Diego Nargiso, joueur de tennis italien.
- 1971 :
  - Constanța Burcică, rameuse roumaine. Médaillée d'argent en quatre de couple aux Jeux de Barcelone 1992, championne olympique en deux de couple aux Jeux d'Atlanta 1996, aux Jeux de Sydney 2000 puis aux Jeux d'Athènes 2004 et médaillée de bronze en huit aux Jeux de Pékin 2008. Championne du monde d'aviron en huit 1990 championne du monde d'aviron en skiff poids léger 1994 et championne du monde d'aviron en deux de couple poids léger 1999. Championne d'Europe d'aviron en huit 2008.
- 1972 :
  - Filip Dewulf, joueur de tennis belge.
- 1973 :
  - Agustín Aranzábal, footballeur espagnol (28 sélections en équipe d'Espagne).
- 1974 :
  - Percy Montgomery, joueur de rugby à XV sud-africain. Champion du monde de rugby à XV 2007. Vainqueur du Tri-nations 2004. (102 sélections en équipe nationale).
- 1975 :
  - Darcy Tucker, hockeyeur sur glace canadien.
- 1976 :
  - Éric Bellion, navigateur français.
  - Laurent Gras, hockeyeur sur glace français.
- 1978 :
  - Brahim Hemdani, footballeur franco-algérien (3 sélections en équipe d'Algérie).
  - Noé Hernández, athlète de marche athlétique mexicain. Médaillé d'argent du 20 km aux Jeux de Sydney 2000. († 16 janvier 2013).
- 1979 :
  - Charles Dionne, cycliste sur route canadien.
  - Juan Manuel Molina, athlète de marche athlétique espagnol.
  - Kevin Youkilis, joueur de baseball américain.
- 1981 :
  - Brice Guyart, fleurettiste français. Champion olympique par équipes aux Jeux de Sydney 2000 et en individuel aux Jeux d'Athènes 2004. Champion du monde d'escrime au fleuret par équipes 2001, 2005 et 2007.
- 1982 :
  - Thomas Clarion, biathlète handisport et fondeur handisport français. Médaillé de bronze en ski de fond du 10 km malvoyant et du relais ouvert 4 × 2,5 km aux Jeux de Sotchi 2014 puis champion paralympique du relais 4 × 2,5 km et médaillé de bronze du 20 km malvoyant aux Jeux de Pyeongchang 2018.
  - Johann Fauveau, kickboxer français et boxeur de Muay-thaï, trois fois champion de France de Muay-thaï et Champion du Monde ISKA de Kickboxing K1 en 2012.
  - Rob Goris, hockeyeur sur glace et cycliste sur route belge. († 5 juillet 2012).
  - Wilson Kiprotich, athlète de fond kényan. Médaillé de bronze du marathon aux Jeux de Londres 2012). Détenteur du Record du Monde du marathon du 29 septembre 2013 au 28 septembre 2014.
- 1983 :
  - Kóstas Kaïmakóglou, basketteur grec. (92 sélections en équipe nationale).
- 1984 :
  - Ilona Burgrová, basketteuse tchèque. Victorieuse de l'Euroligue féminine 2015. (50 sélections en équipe nationale).
  - Anicet Adjamossi, footballeur béninois. (41 sélections en équipe nationale).
  - Olivier Jean, patineur de vitesse canadien. Champion olympique du relais 5 000 m aux Jeux de Vancouver 2010.
  - Lizanne Murphy, basketteuse canadienne.
- 1985 :
  - Cristina Branco, handballeuse angolaise. Championne d'Afrique des nations de handball féminin 2012. (66 sélections en équipe nationale).
  - Tom Chilton, pilote de course automobile britannique.
  - Jon Jay, joueur de baseball américain.
  - Mahiedine Mekhissi-Benabbad, athlète de steeple français. Médaillé d'argent du 3 000 m steeple aux Jeux de Pékin 2008 et aux Jeux de Londres 2012 puis médaillé de bronze aux Jeux de Rio 2016. Médaillé de bronze du 3 000 m steeple aux Mondiaux d'athlétisme 2011 et 2013. Champion d'Europe d'athlétisme du 3 000 m steeple 2010, 2012 et 2016, 2018 puis champion d'Europe d'athlétisme du 1 500 m 2014.
  - Christian Haldimann, hockeyeur sur glace suisse.
- 1986 :
  - Mathias Trygg, hockeyeur sur glace norvégien.
- 1988 :
  - Angelika Cichocka, athlète de demi-fond polonaise. Championne d'Europe d'athlétisme du 1 500m 2016.
  - Joffrey Cuffaut, footballeur français.
  - Jeremy Kendle, basketteur américain.
  - Andrés Molteni, joueur de tennis argentin.
  - James Reimer, hockeyeur sur glace canadien.
  - Alexander Sims, pilote de course automobile d'endurance britannique.
- 1989 :
  - Lénaïg Corson, joueuse de rugby à XV française. (35 sélections équipe de France).
  - Nicole Schmidhofer, skieuse autrichien. Championne du monde de ski alpin du super G 2017.
- 1990 :
  - Dragana Cvijić, handballeuse serbe. Victorieuse des Ligue des champions féminine 2012 et 2015. (91 sélections en équipe nationale).
  - Patricia Martínez Augusto, footballeuse espagnole.
- 1991 :
  - Xavier Henry, basketteur américain.
  - Lalya Sidibé, basketteuse française.
- 1992 :
  - Joseph Romeric Lopy, footballeur franco-sénégalais. (7 sélections avec l'équipe du Sénégal).
  - Renzo Olivo, joueur de tennis argentin.
- 1993 :
  - Diego Carlos, footballeur hispano-brésilien.
  - Michael Fulmer, joueur de baseball américain.
  - Aleksandra Krunić, joueuse de tennis serbe.
  - Daryl Murphy, footballeur irlandais. (32 sélections en équipe nationale).
  - Paul Pogba, footballeur franco-guinéen. Champion du monde football 2018. Vainqueur de la Ligue des nations 2021 ainsi que de la Ligue Europa 2017. (91 sélections avec l'équipe de France).
- 1994 :
  - Félix Lambey, joueur de rugby à XV français. (10 sélections en équipe de France).
  - Nijel Amos, athlète de demi-fond botswanais. Médaillé d'argent du 800m aux Jeux de Londres 2012. Champion d'Afrique d'athlétisme du 800m et du relais 4 × 400 m 2014, du 800m 2016 et 2018.
- 1995 :
  - Kalidiatou Niakaté, handballeuse française. Championne olympique aux Jeux de Tokyo 2020. Championne du monde féminin de handball 2017. Championne d'Europe féminin de handball 2018 et médaillée d'argent en 2020. (61 sélections en équipe de France).
  - Jarosław Niezgoda, footballeur polonais.
  - Jabari Parker, basketteur américain.
  - Ludvy Vaillant, athlète de sprint et de haies français. Médaillé d'argent du relais 4 × 400 m aux Mondiaux 2023.
- 1998 :
  - Mark Brink, footballeur danois.
- 2000 :
  - Rafiki Saïd, footballeur comorien. (10 sélections en équipe nationale).

### XXIesiècle
- 2001 :
  - Carlos Dotor, footballeur espagnol.
- 2003 :
  - Tjark Ernst, footballeur allemand.
  - Bashir Humphreys, footballeur anglais.
- 2005 :
  - Mathys Belaubre, joueur de rugby à XV français.
  - Rodrigo Mendoza, footballeur espagnol.

## Décès

### XIXesiècle
- 1893 :
  - Frédéric de Civry, 31 ans, cycliste sur route et sur piste français. (° 21 août 1861).

### XXesièclede1901à1950
- 1935 :
  - Jean-Baptiste Fischer, 67 ans, cycliste sur route français. (° 30 mars 1867).

### XXesièclede1951à2000
- 1963 :
  - Harry Hampton, 77 ans, footballeur anglais. (4 sélections en équipe nationale). (° 21 avril 1885).
- 1965 :
  - Teodor Koskenniemi, 77 ans, athlète de fond finlandais. Champion olympique du cross par équipes aux Jeux d'Anvers 1920. (° 5 novembre 1887).
- 1971 :
  - Jean-Pierre Monseré, 32 ans, cycliste sur route belge. Champion du monde de cyclisme sur route 1970. Vainqueur du Tour de Lombardie 1969. (° 8 septembre 1948).
- 1980 :
  - Émile Pladner, 73 ans, boxeur français. Champion du monde poids mouches du 2 mars au 18 avril 1929. (° 2 septembre 1906).
- 1991 :
  - Robert Busnel, 76 ans, basketteur puis entraîneur et dirigeant sportif français. Médaillé d'argent aux Jeux de Londres 1948. (32 sélections en équipe de France). Sélectionneur de l'Équipe de France féminine de 1946 à 1957 puis de l'Équipe de France masculine de 1948 à 1956. Président de la FFB de 1966 à 1980 et de la FIBA de 1984 à 1990. (° 14 septembre 1914).
- 1992 :
  - Martin Serre, 82 ans, joueur de rugby à XIII français. (° 19 décembre 1909).
- 1993 :
  - Karl Mai, 64 ans, footballeur puis entraîneur allemand. Champion du monde de football 1954. (21 sélections en équipe nationale). (° 27 juillet 1928).
- 1998 :
  - Benjamin Spock, 94 ans, rameur américain. Champion olympique en huit aux Jeux de Paris 1924. (° 2 mai 1903).

### XXIesiècle
- 2005 :
  - Armand Seghers, 78 ans, footballeur belge. (11 sélections en équipe nationale). (° 21 juin 1926).
  - Bill McGarry, 77 ans, footballeur puis entraîneur anglais. (4 sélections en équipe nationale). Sélectionneur de l'équipe de Zambie de 1982 à 1983. (° 10 juin 1927).
- 2006 :
  - Red Storey, 88 ans, joueur de football canadien puis arbitre canadien. (° 5 mars 1918).
- 2007 :
  - Bowie Kuhn, 80 ans, commissaire du baseball américain. (° 28 octobre 1926).
- 2008 :
  - Ken Reardon, 86 ans, hockeyeur sur glace canadien. (° 1er avril 1921).
- 2012 :
  - Mervyn Davies, 65 ans, joueur de rugby à XV gallois. Vainqueur des Grands Chelems 1971 et 1976, des tournois des Cinq Nations 1969, 1972, 1973 et 1975. (38 sélections en équipe nationale). (° 9 décembre 1946).
- 2014 :
  - Luca Moro, 41 ans, pilote de courses automobile italien. (° 27 février 1973).
- 2017 :
  - Fritz Briel, 82 ans, kayakiste allemand. Vice-champion olympique du kayak biplace sur 10 000 m aux Jeux de 1956. (° 24 octobre 1934).
  - Enrique Morea, 92 ans, joueur de tennis argentin. Vainqueur du double mixte des internationaux de France de 1950. (° 11 avril 1924).
  - Dave Stallworth, 75 ans, joueur de basket-ball américain. (° 20 décembre 1941).
- 2018 :
  - Larry Kwong, 94 ans, joueur puis entraîneur de hockey sur glace canadien. (° 17 juin 1923).
- 2019 :
  - Atta Elayyan, 33 ans, joueur de futsal koweïtien. (19 sélections en équipe nationale). (° 21 juin 1985).
  - John Wesley Jones, 60 ans, athlète de sprint américain. Champion olympique du relais 4 × 100 mètres aux Jeux de Montréal en 1976. (° 4 avril 1958).
- 2021 :
  - Henri Rancoule, 88 ans, joueur de rugby à XV français. Vainqueur des Tournois des Cinq Nations 1955, 1959, 1960, 1961 et 1962. (27 sélections en équipe de France). (° 6 février 1933).
- 2023 :
  - Roman Lentner, 85 ans, footballeur polonais. (30 sélections en équipe nationale). (° 15 décembre 1937).
  - Dimítris Papaïoánnou, 80 ans, footballeur puis entraîneur grec. (61 sélections en équipe nationale). (° 23 août 1942).
- 2025 :
  - Doris Fitschen, 56 ans, footballeuse allemande. Médaillée de bronze aux Jeux de Sydney 2000. Championne d'Europe de football féminin 1989, 1991, 1997 et 2001. (144 sélections en équipe nationale). (° 25 octobre 1968).